# جامعة الزيتونة الأردنية
جامعة الزيتونة الأردنية جامعة خاصة تقع في العاصمة عمان على طريق مطار الملكة علياء الدولي تأسست عام 1993، وحصلت على الترخيص والاعتماد في تاريخ 6 سيبتمبر 1993، بموجب قرار مجلس التعليم العالي رقم (848) وهي تسعى منذ تأسيسها لإعداد الطالب إعدادا علمياً وخلقياً، ليكون قادرا بالنهوض بمسؤوليته في خدمة وطنه وأمته.

## الكليات
تتكون الجامعة من ثمان كليات وهي: كلية العلوم وتكنولوجيا المعلومات، كلية الصيدلة، كلية التمريض، كلية الآداب، كلية الأعمال، كلية الحقوق، كلية الهندسة والتكنولوجيا، كلية العمارة والتصميم.
وفي الجامعة برنامج للدراسات العليا بالإضافة إلى برنامج البكالوريوس. ومن ضمن برامج الماجستر فيها (علم حاسوب وإدارة أعمال وتسويق والصيدلة العلمية وكذلك حصلت على اعتماد ماجستير المحاسبة وبدأ التدريس فيه عام 2012 2013
حصلت  جامعة الزيتونة الأردنية في 2017 على شهادة ضمان الجودة العالمية الأيزو (ISO 9001:2015) في جميع مكونات عملها الأكاديمية والإدارية، لتكون أول جامعة أردنية تحصل على هذه الشهادة بنسختها المحدثة.